# Song 2
"Song 2" (nogle gange fejlagtigt navngivet "Woo Hoo") er en sang af det britisk rockband Blur. det er det andet nummer på gruppens selvbetitlede femte studiealbum fra 1997. Anslaget har Damon Albarn der råber "woo-hoo!" mens en forvrænget el-bas kommer ind. den blev udgivet i april 1997, og "Song 2" nåede nummer to på UK Singles Chart, nummer fire på den australske ARIA Charts, og nummer seks på den amerikanske Billboard Alternative Songs (tidligere kaldet Billboard Modern Rock Tracks).
Ved 1997 MTV Video Music Awards var "Song 2" nomineret til Best Group Video og Best Alternative Video. Ved 1998-udgaven af Brit Awards var sangen nomineret til Bedste Britiske Single og Bedste Britiske Video. I december 1998 stemte BBC Radio 1s lyttere "Song 2" ind som den 15.-bedste sang nogensinde. I oktober 2011 placerede New Musical Express sangen som nummer 79 på deres liste "150 Best Tracks of the Past 15 Years".
Sangen er blevet brugt hyppigt i populærkulturen, og optrådte førstegang i det populære computerspil FIFA: Road to World Cup 98.

## Hitlister
| Hitliste (1997)                          | Højeste placering |
| ---------------------------------------- | ----------------- |
| Australien (ARIA)                        | 4                 |
| Belgien (Ultratip Flanderen)             | 8                 |
| Canada Alternative 30 (RPM)              | 1                 |
| Ireland (IRMA)                           | 10                |
| Holland (Single Top 100)                 | 73                |
| Sverige (Sverigetopplistan)              | 28                |
| UK Singles (The Official Charts Company) | 2                 |
| US Hot 100 Airplay                       | 55                |
| US Mainstream Rock Tracks                | 25                |
| US Modern Rock Tracks                    | 6                 |
| Hitliste (2009)                          | Højeste placering |
| UK Singles Chart                         | 163               |
| Hitliste (2012)                          | Højeste placering |
| UK Singles Chart                         | 64                |